# Салли, Альфред
Альфред Салли (англ. Alfred Sully; 22 мая 1821 — 27 апреля 1879) — офицер армии США, участник Гражданской войны и Индейских войн.

## Биография
Альфред Салли родился в городе Филадельфия. Его отцом был Томас Салли, американский художник-портретист.
Салли окончил Военную академию США в выпуске 1841 года и был зачислен во 2-й пехотный полк в звании второго лейтенанта. В 1841—1842 годах участвовал в войнах с семинолами во Флориде, а в 1846—1847 годах участвовал в мексиканской войне, в частности, в сражении при Вера-Крус. 11 марта 1847 года получил звание первого лейтенанта.
В 1848 году Салли служил квартирмейстером 2-го пехотного полка, в 1852—1853 годах участвовал в экспедиции на Руж-Ривер, а также служил в различных фортах, а в 1858—1859 году посещал Европу. 23 февраля 1852 года получил звание капитана.

## Гражданская война
Когда началась гражданская война, Салли служил в Миссури, в форте Ливенворт. В конце 1861 года его перевели в Вашингтон. 22 февраля 1862 года он стал полковником 2-го миннесотского пехотного полка добровольческой армии США. 15 марта стал майором регулярной армии США. Весной 1862 года прошёл кампанию на Полуострове, участвовал в сражении при Йорктауне, пр Севен-Пайнс, а затем во всех сражениях Семидневной битвы, командуя бригадой в дивизии Джона Седжвика (II корпус Потомакской армии), временно замещая генерала Гормана.
1 июня 1862 года получил временное звание подполковника регулярной армии за храбрость при Севен-Пайнс.
1 июля 1862 года получил временное звание полковника регулярной армии за храбрость при Малверн-Хилл.
Впоследствии Салли вернулся к командованию 1-м миннесотским полком, который теперь входил в бригаду Уиллиса Гормана. Он не успела прибыть на поле боя второго сражения при Булл-Ран, но несколько дней спустя участвовала в сражении при Шантильи, а затем прикрывала отступление федеральной армии к Вашингтону. Когда началась Мерилендская кампания, бригада участвовала в сражении у Южной горы и в сражении при Энтитеме. При Энтитеме полк Салли наступал на правом фланге бригады Гормана, и Горман впоследствии писал, что «первый миннесотский стрелял с таким хладнокровием и точностью, что трижды заставил упасть одно из вражеских знамён, и в итоге расщепил древко надвое».
26 сентября 1862 года Салли получил звание бригадного генерала добровольческой армии США и стал командовать бригадой в дивизии Оливера Ховарда (Бывшей бригадой Гормана). Бригада состояла из пяти полков и приданных рот и насчитывала 2211 человек:
- 19-й Мэнский пехотный полк, Фредерик Сеуолл,
- 15-й Массачусетский пехотный полк, майор Чейз Филбрик,
- рота массачусетских снайперов, капитан Уильям Пламер,
- 1-й Миннесотский пехотный полк, полковник Джордж Морган,
- рота массачусетских снайперов, капитан Уильям Рассел,
- 34-й Нью-Йоркский пехотный полк, полковник Джеймс Саттер,
- 82-й Нью-Йоркский пехотный полк, подполковник Джеймс Хьюстон.

Во время сражения при Фредериксберге дивизия Ховарда была послана на штурм высот Мари, и он послал туда две бригады, а бригаду Салли держал в качестве резерва. Она так и не была активно задействована, поэтому её потери оказались невелики: 104 человека, из них убитыми 15.
В конце апреля 1863 года произошёл мятеж в 34-м Нью-Йоркском пехотном полку, который отказался служить после завершения официального срока службы. Салли не смог подавить этот мятеж и за это 1 мая дивизионный командир Гиббон отстранил его от командования бригадой. Гиббон отдал Салли под суд за небрежение обязанностями, но следствие установило невиновность Салли. В бригаду его не вернули, но отправили служить на Великие Равнины. На этом его участие в Гражданской войне завершилось.
На Великих Равнинах Салли принимал активное участие в подавлении Восстания сиу, ему было присвоено временное звание бригадного генерала. После окончания восстания часть индейцев, участвовавших в нём, бежали на Запад и в Канаду. Между американской армией и индейцами произошёл ряд сражений, сиу были вынуждены отступить. 28 июля 1864 года армия генерала Салли столкнулась с лакота, санти и янктонаями, среди вождей которых были Сидящий Бык и Желчь, в битве у Киллдир-Маунтин. Солдаты потеряли несколько человек убитыми, но сожгли сотни типи, тонны припасов и убили 30 сиу. Армия Салли продолжила путь на запад и в районе Бэдленда подверглась атаке индейцев. Вооружённые столкновения продлились три дня и стоили американской армии девяти человек убитыми и сотни ранеными. Позднее Салли участвовал в мирных переговорах с сиу.
В 1866 году он был произведён в ранг подполковника регулярной армии, а в 1873 году получил звание полковника.
Альфред Салли скончался 27 апреля 1879 года в форте Ванкувер, Территория Вашингтон. Был похоронен на кладбище Laurel Hill Cemetery в Филадельфии на семейном участке.